# Kuchowiec
Kuchowiec (także: Głuchowiec) – jezioro zlokalizowane w Puszczy Noteckiej w obrębie jezior sierakowskich, na północny zachód od Chojna-Młyna w gminie Wronki.
Jezioro ma kształt gruszkowaty, wciskając się pomiędzy wydmy swoją północną, szerszą częścią, gdzie styka się z południowym krańcem pasa Wrzosowych wydm. Bywa uważane za samodzielny akwen lub za zatokę jeziora Chojno. Legenda głosi, że zamieszkał tu pewien osadnik, który żywił się jedynie korzonkami i rybami z tego jeziora. Było ono jednak skąpe w ten pokarm i osadnik nie mógł często złowić nawet jednej ryby dziennie. Przeniósł się więc nad jezioro Chojno, a Kuchowiec za karę skurczył się i zajmuje obecnie zaledwie czwartą część swej pierwotnej powierzchni. Na akwenie znajdują się dwie niewielkie wyspy, a przy drodze wojewódzkiej nr 150, biegnącej północnym brzegiem, zorganizowano parking dla turystów i wędkarzy (na jeziorze zbudowano też pomosty wędkarskie).
Przy północnym brzegu jeziora rosną pomnikowe drzewa: buk (posiada pięć pni i obwód 530 cm) oraz dąb o obwodzie 410 cm.